# Thomas H. Marshall

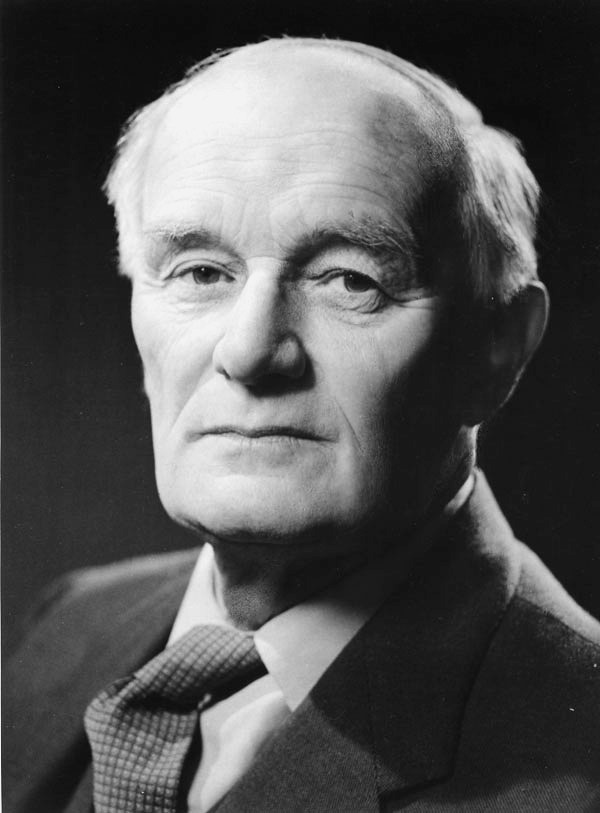
Thomas H. Marshall

Thomas Humphrey Marshall (* 19. Dezember 1893 in London; † 29. November 1981 in Cambridge) war ein britischer Soziologe.

## Leben
Thomas H. Marshall lehrte als Professor an der London School of Economics and Political Science, dort zählte auch Ralf Dahrendorf zu seinen Schülern. Von 1959 bis 1962 war er Präsident der 
International Sociological Association und von 1964 bis 1969 der British Sociological Association.

## Werk
Marshalls Abhandlung Citizenship and Social Class wird im Zusammenhang mit der Diskussion über Zivilgesellschaft und Bürgerrechte wieder aktuell rezipiert. Marshall thematisiert darin das problematische Verhältnis zwischen kapitalistischer Ökonomie (Ungleichheit) und politischer Demokratie (Gleichheit). Mit dem historischen Aufriss der sozialen Schichtung und dem der Schichtung entgegenstehenden Konzept der Citizenship, welche allen Bürgern  gleiche zivile, politische und soziale Rechte einräumt, konnte er wichtige Entwicklungsstufen im Verlauf der kapitalistischen Industrialisierung und der Herausbildung des modernen Wohlfahrtsstaats erklären. Mit einer weiteren Kategorie, der „industriellen Bürgerrechte“ (Industrial Citizenship), erfasste er Arbeitnehmerrechte in der Marktwirtschaft (Gewerkschaftswesen, Mitbestimmung, Tarifautonomie).

## Nachwirkung
Dahrendorf hat in seiner Habilitationsschrift Soziale Klassen und Klassenkonflikt in der industriellen Gesellschaft zentrale Gedanken Marshalls aufgenommen. In neuerer Zeit ist der Gedanke der Citizenship in zahlreichen Aufsätzen und Buchpublikationen aufgegriffen worden. Von den deutschen Rezipienten haben insbesondere die Soziologen Hans-Peter Müller und Walther Müller-Jentsch Marshalls Konzept der Bürgerrechte für ihre Analysen genutzt und weitergeführt.

## Schriften
- Citizenship and social class and other essays, Cambridge 1950
  - deutsch: Bürgerrechte und soziale Klassen. Zur Soziologie des Wohlfahrtsstaates, übersetzt von Elmar Rieger, Campus, Frankfurt am Main 1992, ISBN 3-593-34660-5
- Sociology at the Crossroads and Other Essays. Heinemann, London 1963.
- Social Policy. Hutchinson, London 1965.